# Jaume Tomàs Oliver
Jaume Tomàs Oliver, nascut a Llucmajor, Mallorca, el 1964, és un polític del Partit Socialista de Mallorca-Entesa i fou batle de Llucmajor.
Tomàs formà part del consistori de l'Ajuntament de Llucmajor per primer cop com a regidor el 2011. A les eleccions municipals del maig de 2015 es presentà com a cap de llista de la coalició Més per Mallorca i aconseguí 2017 vots, que representen gairebé el 15% del total de vots, la qual cosa donaren a aquesta coalició 4 regidors dels 21 que formen el consistori llucmajorer. Formà govern amb els grups PSIB, amb 5 regidors, i El Pi, amb 2 regidors, que es repartiren les àrees de govern i la batlia a raó de 16 mesos cadascun. Tomàs fou elegit amb els vots d'aquests partits i el de SSPLL (Podem), en total 12. A les eleccions de 2019 aconseguí 1375 vots, el 10% del total de vots, perdent dos dels quatre regidors que tenien.
Va dimitir com a regidor el 2019 i va acceptar ser Director Insular de Desenvolupament Local al Consell Insular de Mallorca.